# بقال (زیرکوه)
بقال روستایی در دهستان زهان بخش زهان شهرستان زیرکوه استان خراسان جنوبی ایران است. بر پایه سرشماری عمومی نفوس و مسکن در سال ۱۳۹۰ جمعیت این روستا ۲۰۰ نفر (در ۴۹ خانوار) بوده است.